# エルザ (小惑星)
エルザ (182 Elsa) は、小惑星帯に位置するS型小惑星の一つ。
1878年2月7日にオーストリアの天文学者、ヨハン・パリサが発見した。リヒャルト・ワーグナーのオペラ『ローエングリン』の登場人物から名付けられたと言われているが、はっきりとは分かっていない。
自転の周期はかなりゆっくりで、この小惑星の「一日」は地球では3.3日に当たる。この自転の遅さから、伴星の存在する可能性が指摘されている。また光度曲線は起伏が激しく、いびつな形をしていると見られている。
エルザは、1993年にアマチュア天文家にもハッブル宇宙望遠鏡を開放して行われたトランジッション・コメッツ（小惑星の水酸基放射の紫外線観測）の対象となった五つの小惑星の一つである。